# Rudolf von Habsburg-Lothringen
Rudolf Johannes Joseph Rainer von Habsburg-Lothringen, Arhiduce și Prinț Imperial de Austria, Prinț Regal al Ungariei și Boemiei (8 ianuarie 1788 – 24 iulie 1831) a fost un arhiepiscop de Olomouc, cardinal, membru al Casei de Habsburg-Lorena, sprijinitor al compozitorului Ludwig van Beethoven.
Născut la Pisa, Italia, a fost fiul cel mic al împăratului Leopold al II-lea și al soției acestuia, Maria Louisa a Spaniei. A fost ales arhiepiscop de Olomouc în 1819 și a devenit cardinal în 1820.